# 欧州インタラクティブ・ソフトウェア連盟
欧州インタラクティブ・ソフトウェア連盟（おうしゅうインタラクティブ・ソフトウェアれんめい、Interactive Software Federation of Europe）はベルギー・ブリュッセルに本部事務局を置き、ヨーロッパを活動範囲とするコンピュータゲームメーカーの団体。1998年設立。略称・ISFE。
2006年現在の正会員は23社。日本を拠点とするメーカーはコナミ、ソニー・コンピュータエンタテインメント、任天堂の3社の現地法人が加盟している。